# Sistema astronòmic pitagòric
Un sistema astronòmic que posava la Terra, la Lluna i el Sol al voltant d'un hipotètic Foc central es va desenvolupar al voltant del segle V a. C. i que es va atribuir al filòsof pitagòric Filolau. Aquest sistema està condiderat com "el primer sistema coherent en el qual els cossos celestes es mouen en cercles", anticipant a Copèrnic el qual va treure "la terra del centre del cosmos i la va fer un planeta".

Filolau creia que hi havia una "Anti-Terra" (Antichthon) que orbitava el "Foc Central" i que no era visible des de la Terra.